# Isabel Zendal Gómez
Isabel Zendal Gómez (Agrela, Parada, Ordes, 1773 — Mexique, ?) était une infirmière espagnole d’origine galicienne.
D’extraction modeste, elle se fit infirmière, puis devint intendante de l’hospice de la Charité de la Corogne. Elle quitta son poste pour participer à la Royale Expédition philanthropique de Vaccination, dite communément expédition Balmis (du nom de son directeur, Francisco Javier Balmis), qui avait été chargée par la couronne espagnole de mener une campagne de vaccination anti-variolique dans les territoires d’outremer de l’Empire espagnol. Le rôle d’Isabel Zendal Gómez consistait à prendre soin des enfants emmenés par l’expédition pour servir, tout au long des deux années que dura la campagne de Balmis, d’enfants vaccinifères, c’est-à-dire de réservoirs vivants de vaccine : d’abord 22 petits pensionnaires de l’orphelinat de la Corogne et de Saint-Jacques-de-Compostelle, âgés de 3 à 9 ans, appelés à faire le trajet de la Corogne à l’Amérique, et ensuite 26 enfants, que l’expédition prit avec elle pour se rendre du Mexique aux Philippines. De l’avis général, Isabel Zendal Gómez eut à bord des navires, où elle était du reste l’unique femme, une activité exemplaire.

## Biographie

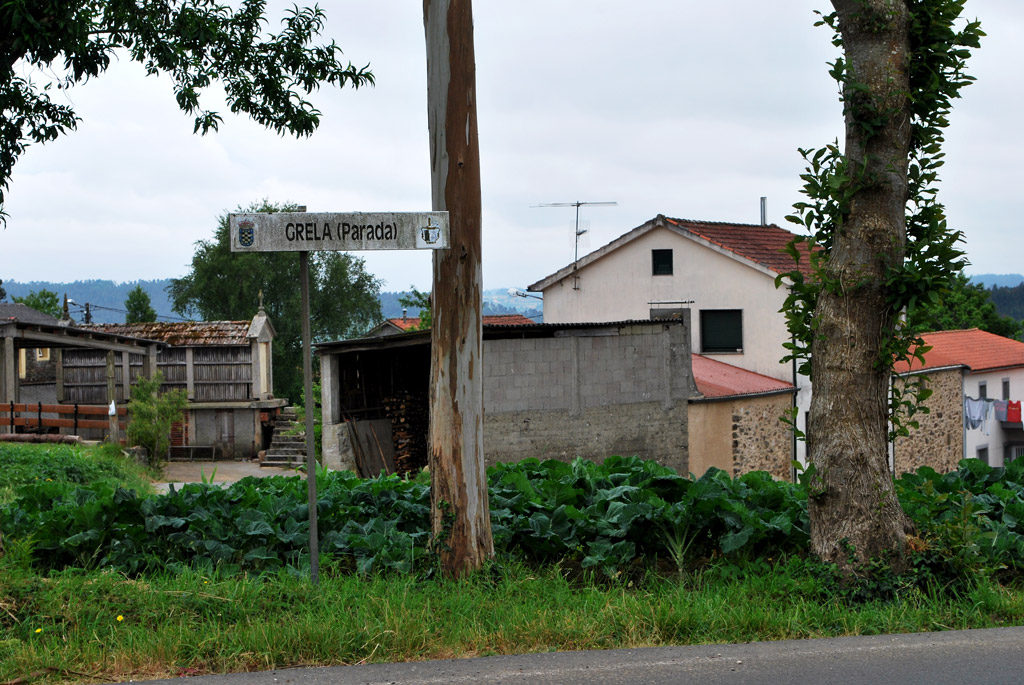
Agrela, dans la paroisse de Parada.

### Origines et travail à l’hospice des enfants trouvés
Il n’existe pas moins de 35 versions différentes de son nom, situation à laquelle Balmis lui-même n’est pas étranger, ; d’autre part, il a été suggéré qu’elle était née au Pays basque ou en Irlande, ou avait des ancêtres irlandais. En réalité, elle naquit en Galice, était l’aînée d’une fratrie de trois enfants, et eut pour père Jacobo Zendal, originaire de la paroisse galicienne de Santa Cruz de Montaos (Ordes), et pour mère María Gómez, de la paroisse (également galicienne) de Parada, tous deux des paysans pauvres. Isabel apprit à lire et à écrire dans l’école paroissiale, où elle était alors la seule fille à assister aux cours. Elle avait 13 ans quand sa mère succomba à la variole, ce qui l’obligea à se rendre à la Corogne pour y trouver un emploi de servante.
Le 31 juillet 1793, elle mit au monde son fils Benito ; peut-être était-elle veuve, et non mère célibataire (le qualificatif de femme de probité, c'est-à-dire de femme honorable, appliqué à sa personne dans un document de l'expédition Balmis, semble l’indiquer). À l’âge de 20 ans, elle commença à travailler à l’hôpital de la Charité de la Corogne (fondé par Teresa Herrera), d’abord comme aide-soignante, puis comme intendante (en esp. rectora, régisseuse). Le 24 mars 1800, elle percevait un salaire mensuel de 50 reales, auquel s’ajoutait une rémunération quotidienne en nature d’une livre de pain fait de « farine fine de première mouture ». À partir de mai 1801, elle reçut une demi-livre de pain par jour pour son fils et, à partir d’août, une demi-livre de viande par jour.
Le règlement du Grand Hôpital de Santiago et de l’Hospice des enfants trouvés (Casa de Expósitos, litt. maison des enfants déposés au tour) définit comme suit les fonctions de l’intendante de la Casa de Expósitos : 

« Elle surveillera constamment le département dont elle a la charge, veillant à ce que règne en celui-ci le plus grand ordre, ainsi qu’à la bonne tenue et à la propreté des chambres et des enfants, et examinera ces derniers pour vérifier s’ils sont propres et bien emmaillotés. Elle maniera les vêtements des enfants qui lui seront remis par le Directeur avec l’estampille correspondante, et aura soin de leur lessivage et repassage. »

Parmi les conditions d’embauche du personnel, on relève en particulier : 

« Les infirmières ou filles de salle devront justifier devant le Directeur de leur bonne vie et mœurs, être âgées de moins de 40 ans et être de constitution robuste. L’on donnera la préférence aux femmes célibataires ou veuves. »

### Recrutement dans l’expédition Balmis
Le 30 novembre 1803, la corvette María Pita, destinée à faire traverser l’Atlantique à l’expédition Balmis, mit à la voile au départ de la Corogne avec 37 personnes à bord, avec mission d’apporter la vaccination jennérienne en Amérique et aux Philippines. Isabel Zendal Gómez avait renoncé à son poste dans l’hospice pour prendre en charge les 22 enfants vaccinifères, c’est-à-dire appelés à transporter le fluide vaccinal dans leur propre corps et à servir ainsi de réservoir vivant du vaccin. Il s’agissait de 6 enfants venus de la Casa de Desamparados de Madrid, de 11 enfants de l’hôpital de la Charité de la Corogne, et de 5 enfants venus de Saint-Jacques-de-Compostelle. Pour se conserver intact sur une aussi longue distance et garder toutes ses vertus immunogènes, la vaccine devait impérativement être véhiculée par des enfants n’ayant pas auparavant contracté la variole, et se transmettre de l’un à l’autre — bras-à-bras — en une chaîne ininterrompue, tous les 9 ou 10 jours.
L’enrôlement de Isabel Zendal Gómez dans l’expédition Balmis fut décidée alors que les expéditionnaires se trouvaient déjà à la Corogne et mettaient la dernière main à leurs préparatifs de voyage. Le 21 août 1803, Balmis, se trouvant encore à Madrid, présenta une liste des membres de son expédition, détaillant les dotations octroyées à ceux-ci et à leurs familles, mais dans laquelle ne figurait pas l’intendante. Arrivé à la Corogne vers la mi- septembre, Balmis s’occupa d’affréter le navire et de recruter les enfants vaccinifères ; c’est alors qu’il entra en contact avec l’intendante de la Casa de Expósitos et que sans doute il résolut de l’intégrer dans l’expédition. L’on ignore si l’initiative de cet enrôlement émana de Balmis lui-même, de l’institut ou de Isabel Zendal Gómez, mais eu égard aux attributions dont était investi Balmis, en particulier celle en vertu de laquelle le « choix des enfants était une tâche privative du Directeur de l’expédition », et compte tenu du fait que peu de jours avant le départ il n’hésita pas à rayer de la liste initiale des expéditionnaires le nom de l’aide Ramón Fernández Ochoa pour avoir observé chez lui un mauvais comportement, cela n’aurait rien d’étonnant que la décision remontât directement à Balmis. Au cours du difficile processus de recrutement d’enfants ― qui devaient avoir entre 8 et 10 ans, être en bonne santé et n’avoir pas auparavant contracté la variole naturelle ―, Balmis s’était persuadé sans doute de l’opportunité d’emmener une figure féminine pour prendre soin d’eux durant le voyage, ou peut-être, ayant fait la connaissance de l’intendante, eut-il l’intuition qu’une femme dotée d'une telle expérience serait le garant d’une prise en charge optimale des enfants.
Aussi, le 14 octobre 1803, sur proposition de Balmis et d’Ignacio Carrillo, président de l’hôpital de la Charité, Isabel Zendal Gómez fut-elle nommée au titre d’infirmière de l’expédition, avec pour mission d’« insuffler la confiance et de prodiguer de l’affection maternelle aux enfants » : 

« Acceptant la proposition faite par vous et par le Directeur de l’expédition destinée à propager aux Indes l’inoculation de la vaccine, S. M. accorde sa permission à ce que l’intendante de l’Hospice des enfants trouvés de cette ville soit comprise dans ladite expédition au rang d’Infirmière, avec la solde et les indemnités tels que fixés pour les infirmiers, pour qu’elle prenne en charge durant la navigation l’assistance et les soins aux enfants devant être embarqués, et pour que cesse la répugnance, constatée chez quelques parents, à l’idée de confier leurs enfants sans le soulagement d’une femme de probité. À la présente date, je fais parvenir au ministère des Finances l’avis correspondant tendant à ce que l’intendante perçoive dans cette ville les indemnités à hauteur de trois mille reales affectables à son équipement, ainsi que le versement aux Indes de la solde de cinq cents pesetas annuelles, à compter du jour de son embarcation, et la moitié à son retour, qui devra être imputé au Trésor ; il incombe à Votre Excellence en exécution des Ordres du Roi d’en aviser la Commission de Charité, de laquelle vous êtes Président, et d’en informer l’intéressée. »

Dans plusieurs documents il est affirmé qu’un des enfants vaccinifères est son propre fils. Quand l’expédition mit les voiles en direction des Philippines, « des 22 enfants partis de la Corogne, il en restait 21 à la charge du Vice-roi, car le dernier enfant restant demeura temporairement avec sa mère, l’intendante de la Casa de Expósitos de la Corogne ».

### Rôle dans l’expédition
Le règlement de l’expédition prescrivait explicitement quels soins devaient être donnés aux enfants. Du reste, aucun des petits Galiciens ne revint dans sa région natale.

« ... ils seront bien traités, entretenus et éduqués, jusqu’à ce qu’ils aient un emploi ou une situation qui leur permette de vivre, conformément à leur classe ; seront ramenés dans leur village d’origine tous ceux qui en auraient été enlevés sous cette condition. »

— Règlement de la Royale Expédition
Chaque enfant reçut un baluchon contenant : deux paires de souliers, six chemises, un chapeau, trois pantalons avec leur jaquette respective de lin, plus un autre en toile pour les jours plus froids. Quant aux objets personnels, on leur remit à chacun : trois pièces de linge pour mettre autour du cou, plus trois autres pour le nez, et un peigne ; et pour les repas : un gobelet, une assiette et un jeu complet de couverts.
Les missions des infirmiers, différentes de celles des autres expéditionnaires (médecins, stagiaires), consistaient à dispenser les soins réglementaires aux enfants, conformément au règlement mis au point par Balmis, qui disposait en effet : 

« Pour le bon accomplissement de cette charge, il convient qu’elle soit confiée à des personnes de jugement et de prudence, qui veillent au bon ordre des enfants, dont ils doivent, en mer comme sur terre, maintenir la propreté et la tenue, lesquelles importent tant à la conservation de la santé, et doivent les assister avec amour et charité. Ils ne devront pas se séparer des enfants lorsqu’ils sautent à terre ou quand ils s’en iront dans la campagne, afin d’éviter tout écart de conduite, et leur faire garder la modération et le bon ordre qui sont requis dans une expédition aussi respectable. »

Les infirmiers, qui n’avaient pas eu de formation universitaire mais étaient, par l’expérience acquise durant l’expédition, de précieux collaborateurs, avaient aussi pour devoir de faciliter le travail des chirurgiens en les aidant à résoudre les difficultés qui se présenteraient.
Apporter des soins aux enfants comportait des aspects très divers, en premier lieu ceux liés au voyage en lui-même : mal de mer, vomissements, gastro-entérites, parasitoses etc., accidents ordinaires lors d’une navigation. Les conditions climatiques également n'étaient pas sans affecter leur santé, p. ex. lorsqu’on passait, comme en l’espèce, de l’hiver tempéré et humide de la Galice à la chaleur extrême des zones tropicales. À cela s’ajoutait la grande vigilance qu’exigeaient les vaccinations successives de bras à bras qui étaient pratiquées sans interruption pendant tout le parcours ; il fallait prendre garde que les déjà vaccinés ne pussent pas contaminer les enfants non encore vaccinés, et empêcher que les enfants touchent aux incommodantes pustules vaccinales contenant la vaccine fraîche et puissent de la sorte compromettre la bonne transmission du fluide vaccinal et la chaîne de vaccination.
L’expédition fit escale à Santa Cruz de Tenerife, où les expéditionnaires passèrent un mois à vacciner la population, après quoi elle leva l’ancre le 6 janvier 1804, traversa l'Atlantique, et atteignit Porto Rico le 9 février 1804. Au Venezuela, l’expédition se scinda en deux sous-expéditions, l’une, dirigée par le Dr Salvany, parcourant l’Amérique du Sud, l’autre, avec à sa tête Balmis, desservant la Nouvelle-Espagne et l’Amérique centrale. Isabel Zendal Gómez fera partie de cette dernière.

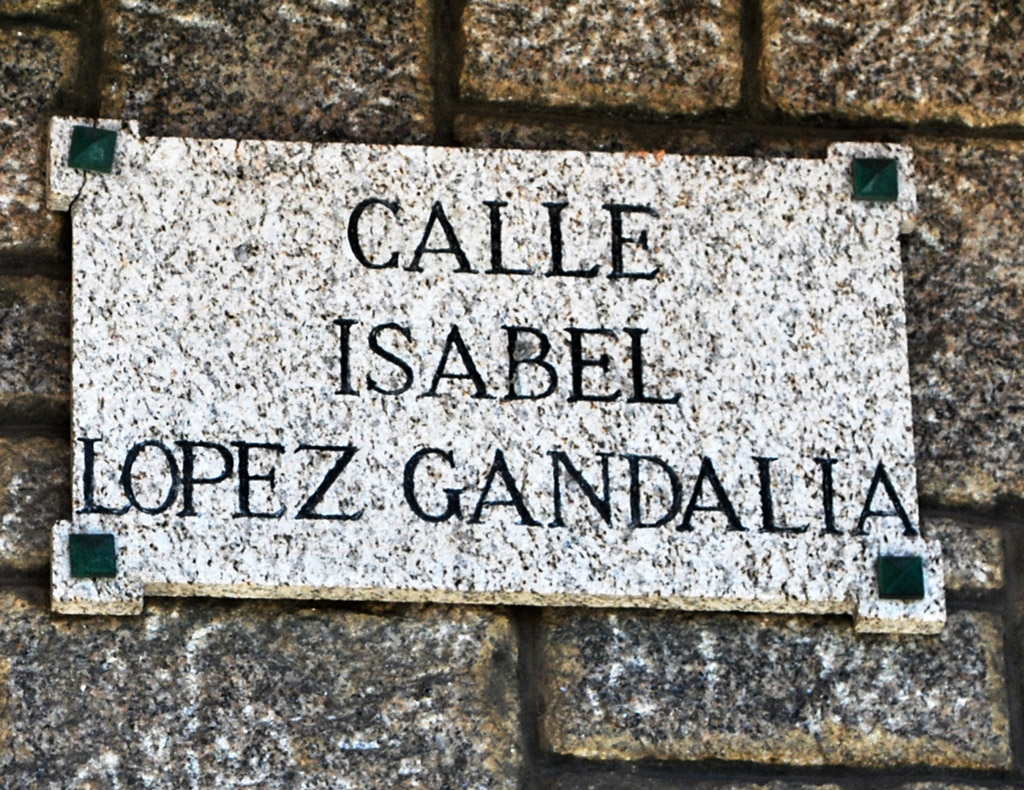
Plaque de rue portant en hommage à Isabel Zendal un avatar fréquent de son nom.

Le 7 février 1805, la partie de l’expédition dirigée par Balmis, emmenant un groupe de 26 enfants mexicains, en plus du propre fils d’Isabel Zendal Gómez, appareilla du Mexique et, ayant mis le cap sur les Philippines, jeta l’ancre à Manille le 15 avril 1805. La mission de l’expédition accomplie, Isabel Zendal Gómez s’en retourna, avec quelque retard, à Acapulco le 14 août 1809 et s’établit avec son fils dans ce qui est aujourd’hui l’État mexicain de Puebla, sans doute à Puebla de los Ángeles, pour ne plus jamais ensuite revenir en Espagne, rompant définitivement ses liens avec la Péninsule et disparaissant ainsi des écrans de la science espagnole. Isabel Zendal Gómez avait donc eu soin d’abord des « petits Galiciens » (galleguitos), de la Corogne jusqu’à la capitale de Nouvelle-Espagne, puis des enfants mexicains qui partirent du port d’Acapulco à destination des Philippines.
La participation de l’intendante de la Casa de Expósitos à l’expédition Balmis fut exemplaire et lui valut les plus grands éloges non seulement de la part des autorités coloniales locales, mais aussi de la part de Balmis lui-même, lequel notoirement n’était pas prodigue de compliments. S’occupant de tout ce qui avait trait aux enfants, elle contribua significativement à l’heureux déroulement de l’expédition. Balmis écrivit à son sujet :

« La malheureuse Intendante, qui par un travail excessif et par la rigueur des différents climats que nous avons parcourus, perdit entièrement sa santé ; infatigable, elle prodigua nuit et jour toutes les tendresses de la plus sensible des mères aux 26 angelots dont elle avait la garde ; elle agit de la sorte depuis la Corogne et pendant tous les voyages, et elle les a soignés intégralement lors de leurs continuelles maladies »

— Francisco Javier Balmis, Macao 1806.
Durant l’expédition s’affirmèrent non seulement sa sollicitude maternelle et sa constance, mais aussi ses compétences d’infirmière, à telle enseigne qu’aucun des enfants confiés à ses soins (ou un seul parmi eux, selon les sources) ne périt durant le périple. Un auteur la qualifiera d’« infirmière dévouée et patriote ».

## Hommages et postérité

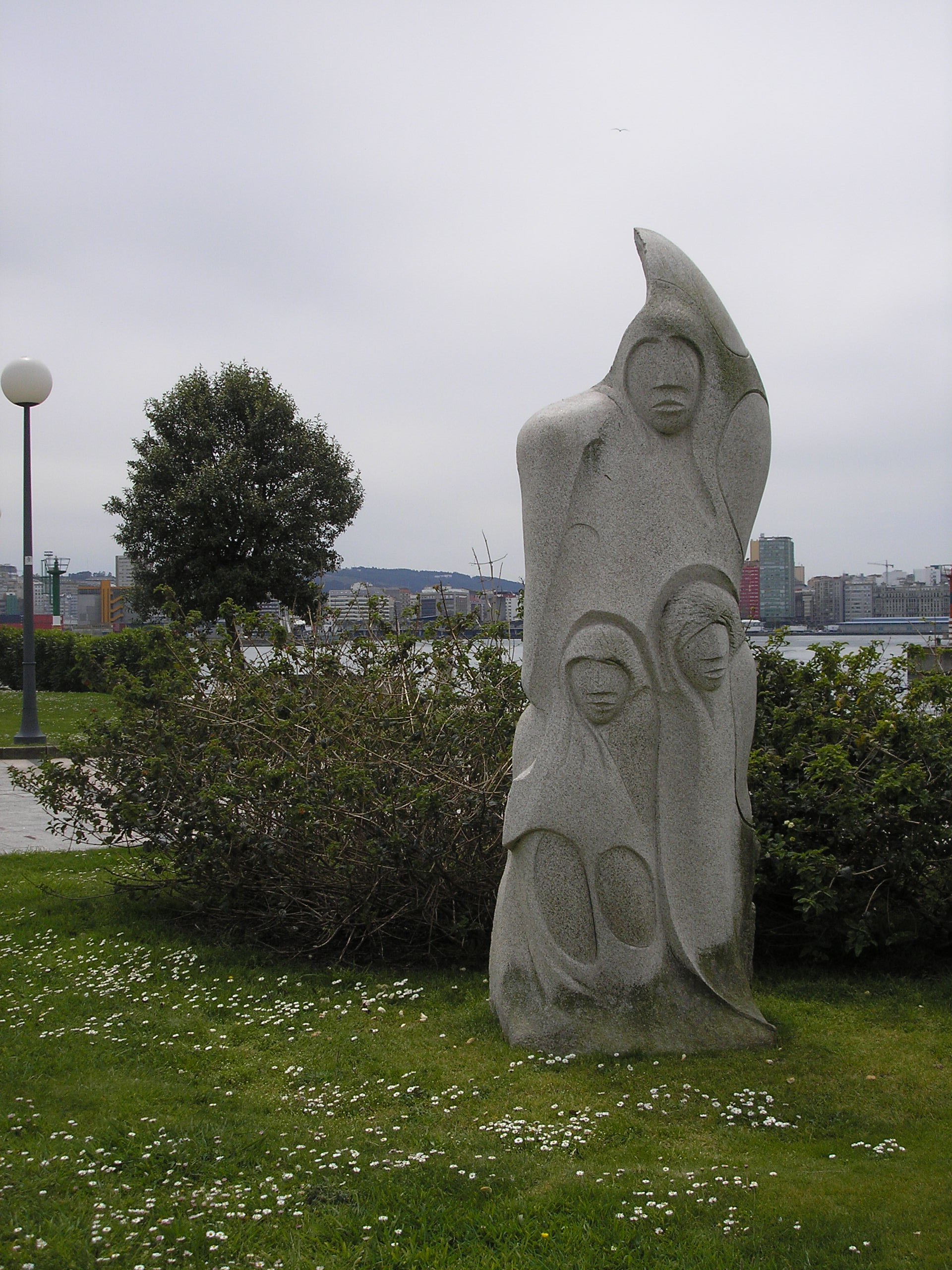
Monument d’Acisclo Manzano à O Parrote, dans la port de la Corogne, en hommage aux enfants orphelins emmenés par l’expédition Balmis.

- En 1950, l’Organisation mondiale de la santé (OMS) reconnut Isabel Zendal Gómez comme la première infirmière de l’histoire en mission internationale.
- Depuis 1974, le gouvernement du Mexique octroie un prix national d’infirmerie nommé en son honneur Cendala Gómez.
- L’école d’infirmières San Martín de Texmelucan à Puebla au Mexique porte son nom.
- La municipalité de la Corogne nomma d’après son nom (ou l’un de ses avatars) une rue de la ville, la calle Isabel López Gandalia.
- À l’occasion du bicentenaire de l’expédition, le musée d'anthropologie Casa del Hombre de la Corogne lui dédia un monument comportant 22 stèles disposées en cercle et portant chacune le nom d’un des 22 enfants de l’expédition.
- Une sculpture d’Acisclo Manzano, inaugurée à la Corogne le 30 novembre 2003, commémore le depart de l’expédition.
- Isabel Zendal Gómez fut proposée hija predilecta (fille précellente) de la mairie d’Ordes.

## Isabel Zendal Gómez comme personnage de fiction
La figure d’Isabel Zendal Gómez est au centre de plusieurs évocations romancées de l’expédition Balmis, dont trois sont à relever :
- Dans le premier en date, intitulé ...Y llegó la vida. Estampas de descubrimiento y difusión de la vacuna antivariólica, de l’écrivain Enrique Alfonso Barcones[16], ouvrage assez bien documenté, la figure d’Isabel Zendal Gómez est évoquée sous les traits d’une collaboratrice attentive de l’expédition, remplissant son rôle d’infirmière en exécutant méticuleusement les consignes de Balmis, mais ne recueillant un compliment de la part de celui-ci qu’à une seule occasion, lorsqu’il lui lance : « Je ne sais pas à quoi donc pensent les jeunes hommes ! ».

- Le roman d’Enrique V. García, La soledad de Balmis, publié en 2005[17], nous présente un Balmis bricoleur de romances dans ses jeunes années, vivant ensuite des fiançailles de jeunesse, connaissant diverses déceptions sentimentales au Mexique, contractant un mariage tardif mais éphémère avec une femme d’Alicante, et pour finir, concevant un grand amour secret pour Isabel de Cendala y Gómez. Balmis, qui apparaît comme narrateur à la première personne du roman, dépeint Isabel Zendal comme « grande, celtique, aux lèvres minces, au nez effilé, le geste sobre, la peau jaune roussâtre, ni belle ni laide », dont le rôle ira croissant au fur et à mesure qu’elle donnera, au long du voyage, des preuves de sa professionnalité et de ses capacités de médiation entre l’intransigeant directeur de l’expédition et les autres personnages. Balmis du reste commence à s’aviser de sa « beauté mûre et sereine, de facture douce, souriante, qui recèle un secret ». Après qu’il lui a été révélé qu’un des enfants de l’expédition est le fils d’Isabel, Balmis, qui le prend d’abord très mal mais finit par comprendre, voit ensuite ses sentiments s’intensifier et prendre une teinte d’érotisme sous les touffeurs de La Havane. À la fin de sa vie, Balmis reçoit une longue lettre dans laquelle Isabel, décédée entre-temps, lui avoue qu’il a été le grand amour de sa vie. Balmis, ému et sachant ses sentiments partagés, peut désormais reposer sereinement.

- Enfin, le roman de l’écrivaine américaine d’origine dominicaine Julia Alvarez, œuvre qui bénéficia d’un important lancement publicitaire et eut même les honneurs d’un commentaire dans la revue médicale JAMA, apporte une autre version encore de la vie d’Isabel Sendales y Gómez, à travers le récit de deux femmes, Alma et Isabel, la première étant un auteur contemporain, qui, au milieu d’une crise dans sa vie personnelle, découvre dans la seconde, sur qui elle décide d’écrire un livre, une source d’inspiration. Isabel est ici présentée comme ayant souffert de la variole, événement qui marqua sa vie et qui la détermina, après un précoce veuvage, à se faire employer à l’hospice des enfants trouvés. Enrôlée dans l’expédition, et devenant ainsi témoin d’une grande aventure, elle rédige un carnet, consignant comment elle raconte des contes aux enfants pour les délivrer de leurs peurs, et apprend la technique de l’inoculation. Dévouée et une excellente professionnelle, femme exemplaire, elle se consacre au soin des enfants et, l’expédition une fois terminée, continue de suivre leur parcours. Elle entretient avec Balmis, de qui elle sait qu’il a une épouse à Madrid, des rapports de collaboration professionnelle empreinte de respect mutuel. Ils se retrouveront plusieurs fois ensuite au Mexique, où elle travaille comme soignante et où Balmis retourne quelques années après l’expédition. Le noyau du roman est la subjectivité et la vitalité de l’univers féminin, en effet, comme l’indique la narratrice, « nos vies n’appartiennent pas seulement à nous-mêmes, mais aussi à ceux qui nous aiment »[7].

- À signaler encore les romans historiques La Aventura ultramarina de Isabel Sendales, de Maria Teresa Arias Bautista (éd. Arcibel, 2011), et plus récemment A flor de piel, de Javier Moro (éd. Seix Barral, Barcelone 2015).